# Jeroen Kampschreur
Jeroen Kampschreur est un skieur handisport néerlandais, né le 9 avril 1999.

## Biographie
est né sans tibias, ce qui a entraîné l'amputation de ses deux jambes au-dessus du genou à l'âge d'un an. Par conséquent, il a commencé à utiliser un fauteuil roulant. Le 23 mars 2018, Kampschreur a été fait chevalier de l'Ordre d'Orange-Nassau.

## Palmarès

### Jeux paralympiques
| Épreuve / Édition | Pyeongchang 2018 |
| Descente          | DNF              |
| Super-G           | 7e               |
| Slalom géant      | -                |
| Slalom            | -                |
| Super combiné     | Or               |